# Instituto Antonio Machado (Soria)
El Instituto de Educación Secundaria Antonio Machado, conocido popularmente como Instituto Antonio Machado, es un instituto de enseñanza secundaria de Soria (España) que ocupa un edificio barroco, antiguo Colegio de la Compañía de Jesús, situado entre la calle Aduana Vieja y las plazas del Vergel y de Bernardo Robles. 
Hasta hace pocas décadas era el único centro público de la ciudad y de la provincia y, por tanto, referencia académica, por la que, generación tras generación, han pasado personajes ilustres de la vida pública como Antonio Machado, Gerardo Diego Cendoya, Nicolás Rabal y Díez, Juan Antonio Gaya Tovar, José Tudela de la Orden, Oreste Camarca de Blasio y Juan Antonio Gaya Nuño, entre otros.

## Historia
Fernando de Padilla, canónigo prior del cabildo de la catedral de El Burgo de Osma, fue el fundador de este colegio de la Compañía de Jesús, bajo la denominación de Colegio del «Espíritu Santo», promocionando que en el mismo se enseñara Latín y Retórica. Posteriormente se le agregó una cátedra de Teología Moral. Entraron los jesuitas en Soria el 1 de julio de 1575, y se albergaron junto a la iglesia de Nuestra Señora del Espino comenzando allí su ministerio, lugar que abandonaron para instalarse más cerca del centro de la ciudad en la antigua iglesia de San Sebastián. En 1576 Doña Juana y Doña María de Mendoza, hijas de Don Juan de Torre de Mendoza, hicieron donación, cesión y traspaso de sus bienes para dotar al Colegio de la Compañía de Jesús en la ciudad de Soria, así como doña Juana de Toledo y don Francisco de Mostajo, ante el escribano Alonso Ramírez.
La primitiva fábrica del colegio comenzó en el año 1577, invirtiéndose en la compra del solar y en la construcción de paredes y capilla la hacienda y primera donación de las hermanas Mendoza. Es muy poco lo que se sabe de esta primera construcción, únicamente las noticias que proporciona don Pedro Tutor y Malo en 1690 al referirse a la iglesia de "rara fábrica de madera a lo antiguo, y tiene dos colaterales en la capilla mayor, con muchas urnas de singulares reliquias". Esta construcción del siglo XVI conocería una remodelación y ampliación en el siglo XVII.

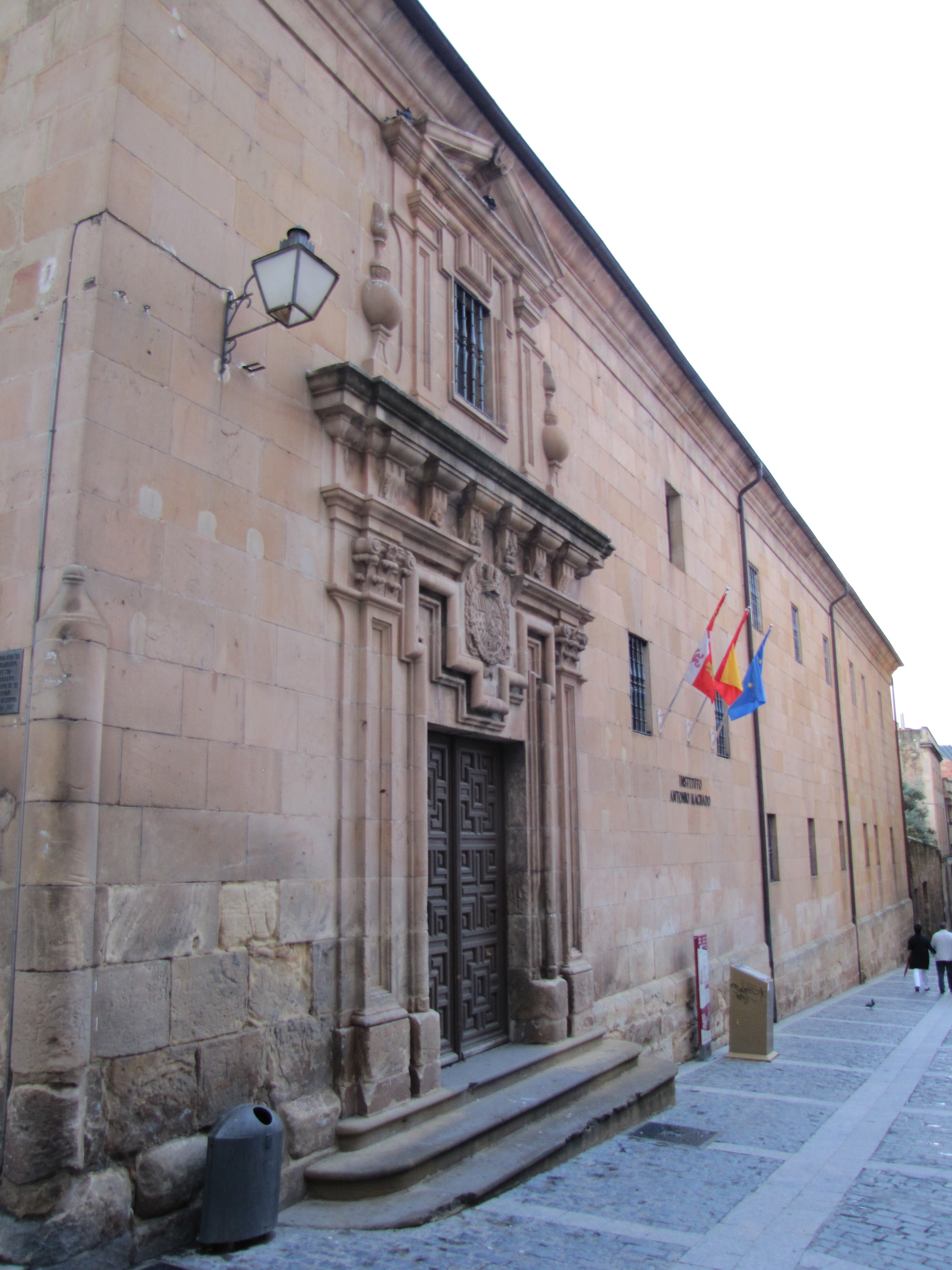
Fachada del Colegio de la Compañía de Jesús

El 22 de abril de 1740 un incendio lo destruyó quedando, según don Nicolás Rabal “reducido a cenizas a excepción de las aulas de gramática y filosofía y parte de la portería contigua a ellas"" Sobre el mismo solar, y con mayor grandeza y esplendor, los jesuitas volvieron a levantar su nuevo colegio, en una época de gran auge para la Compañía que tenía incluso arquitectos propios para la construcción y reparación de sus obras, con una base barroca, pero descargado de adornos y exuberancias. La planta y traza del nuevo colegio de jesuitas fue realizada por un maestro de obras de Loyola y otro de Tudela.

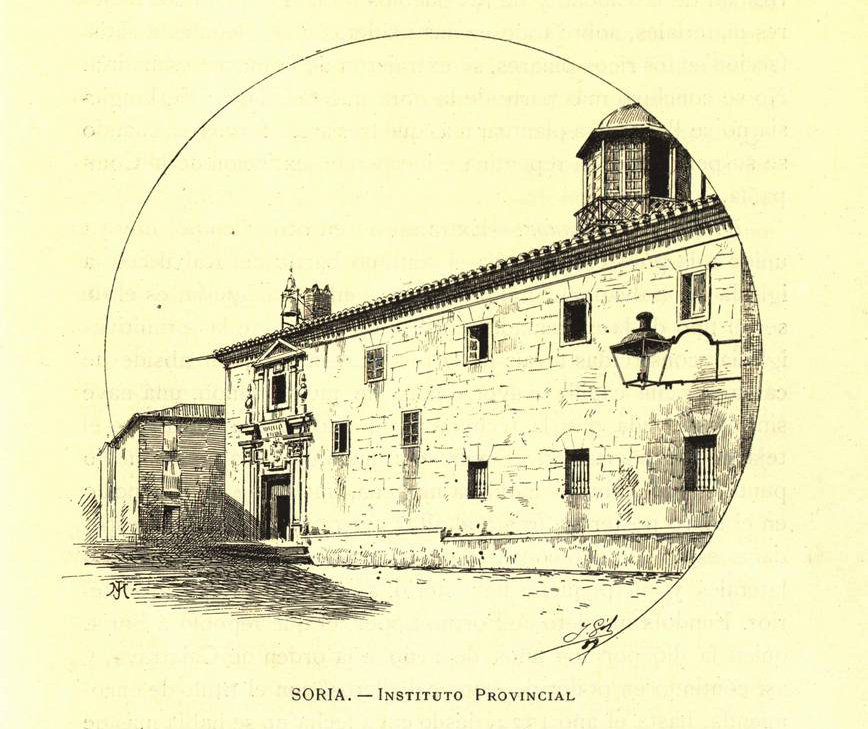
Vista del inmueble en una ilustración de la segunda mitad del siglo XIX

Sin embargo, no se llegó a concluir toda la obra, tan solo el colegio. De la iglesia, que se comenzó a edificar en el lado norte, se habían colocado únicamente tres arcos formeros cuando se promulgó el decreto de expulsión de los jesuitas, suscrito por Carlos III el primero de abril de 1767, interrumpiéndose las tareas de construcción. Se cerró entonces el colegio, siendo sus posesiones y tierras subastadas y trasladada la abundante biblioteca, que había sido donada en parte por el prior Padilla, a la Universidad de Santa Catalina del Burgo de Osma (hoy se encuentra en el Seminario de El Burgo de Osma). Las alhajas y vasos sagrados pasaron a la Colegiata de San Pedro y las tierras se subastaron públicamente.
A partir de la marcha de la Compañía no cesaron las solicitudes para la utilización del edificio y los primeros en hacerlo fueron el Deán y cabildo de San Pedro, quienes en 1768 pidieron que se les concediera el colegio de jesuitas para construir una nueva colegiata pero no se consiguió. En 1782 la Real Sociedad de Amigos del País instaló una escuela de educandas que se mantuvo hasta 1808, cuando fue interrumpida por la Guerra de la Independencia, pasando a convertirse en cuartel y hospital de tropas, siéndolo también en las guerras carlistas. 
En 1840 se produce la apertura del extinguido colegio de jesuitas como Universidad de Santa Catalina y dos meses más tarde se convirtió en Instituto Provincial de Segunda Enseñanza de Soria experimentando numerosos contratiempos hasta el siglo XX. El Instituto General y Técnico de 1907 se denomina, desde la Orden de 21 de septiembre de 1967, Instituto "Antonio Machado" de Soria. Aquí inició su magisterio como catedrático de Lengua francesa en el curso 1907-1908, a los 32 años de edad, el profesor Antonio Machado Ruiz que impartió docencia a estudiantes de Bachillerato que tenían entre 13 y 15 años.

## Descripción del edificio
La obra que se conserva en la actualidad es fruto de la remodelación que se realizó en el siglo XVIII tras el incendio de 1740. Las fachadas norte y oeste están realizadas con perfecta piedra de sillería mientras que el resto del edificio está realizado en mampostería. La fachada principal presenta un soportal con nueve arcos al frente y dos a los laterales. En el primer piso se abren sobre cinco de los arcos, dos vanos adintelados enmarcados por molduras lisas y sobre ellos otros dos vanos coronados con frontones curvos. 

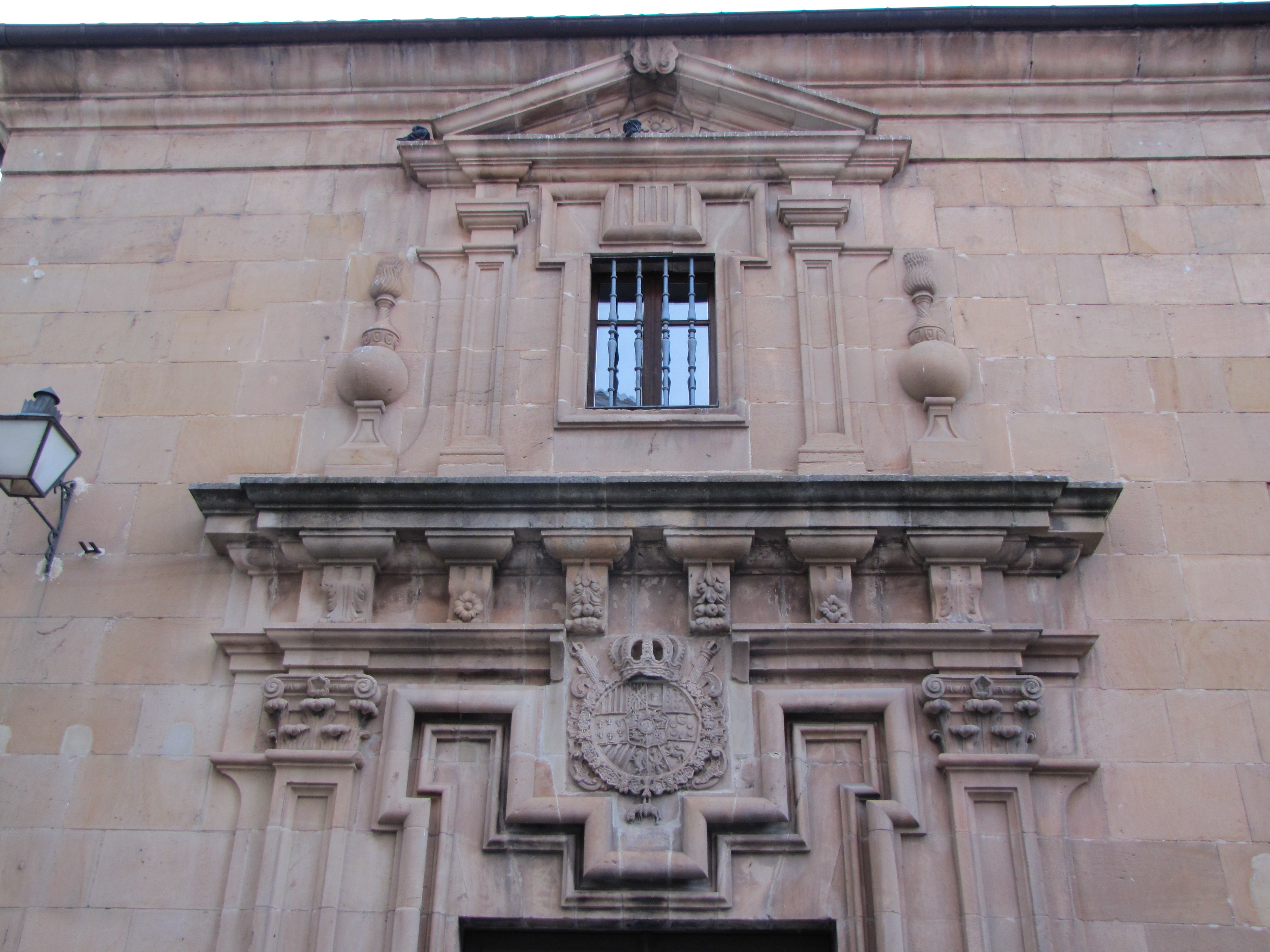
Detalle de la portada principal

El elemento más destacable es la portada principal, abierta en un lateral de la fachada principal. Ofrece una puerta adintelada y moldurada con baquetones de oreja entre pilastras cajeadas con capiteles compuestos, entablamento con ménsulas decoradas con rosetas, rematadas con flameros y pequeña ventana baquetonada igualmente en oreja y entrecajeadas coronada por un frontón triangular partido con un tímpano con rosetas. El escudo de Carlos III con el toisón de oro completa el conjunto. Este escudo debió de sustituir al de los jesuitas después de la expropiación. Sobre la portada había una espadaña de forja con una campana, la cual fue retirada en la última restauración.
El claustro en torno al cual se centra el edificio es cuadrangular con más de 31 metros de longitud por cada lado, presente vanos de arco de medio punto y se cubre con bóvedas de arista en tramos separados por fajones semicirculares rebajados, que se apoyan en pilastras y ménsulas recortadas. La escalera que comunica los dos pisos se configura en torno a un tramo central y dos laterales.
También del siglo XVIII parece ser la zona del muro noreste donde se encuentra otra entrada de traza muy simple en arco de medio punto rebajado que comunica a través de una escalera (moderna) con el claustro, así como con una estancia de amplias dimensiones que presenta planta rectangular (posiblemente el antiguo refectorio) cubierta con bóveda de cañón con lunetos, separados por arcos fajones rebajados, que terminan en ménsulas con molduras de listón. En el inicio de esta gran sala se encuentra un arco semicircular de grandes dimensiones que apoya en dos pilastrones con una moldura cóncavo-convexa a modo de capitel. En el muro suroeste se abren siete ventanas adinteladas de derrame interno, las más antiguas colocadas en alto y las más modernas a nivel del suelo.